# Línea 402 (Montevideo)
La línea 402  de la red de transporte urbano de Montevideo une la Playa Malvín con la terminal Ciudadela.

## Historia

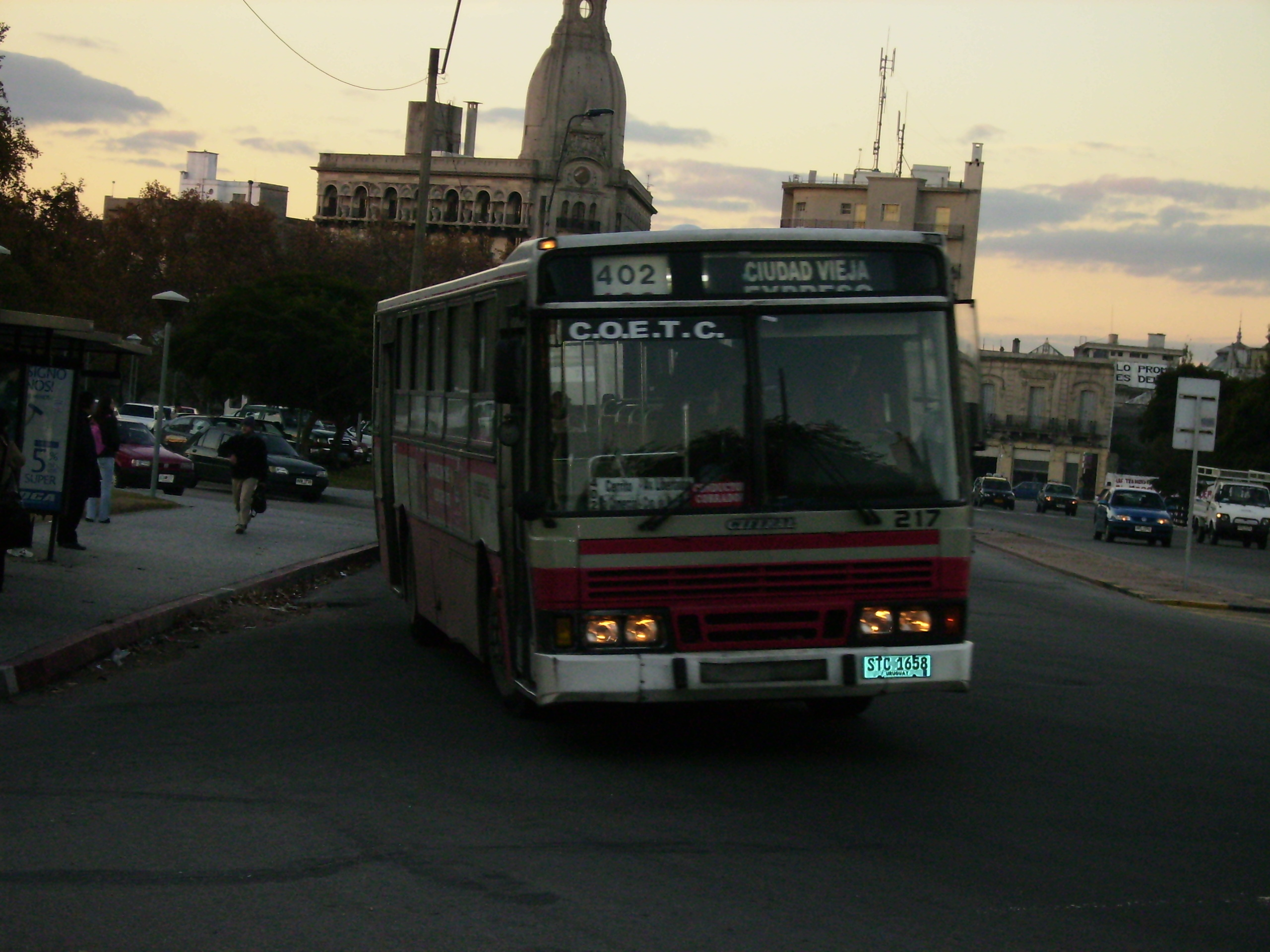
Línea 402 circulando por Avenida de las Leyes en un coche Ciferal.

Fue creada el 1 de julio de 1963 por la Cooperativa de Obreros y Empleados del Transporte Colectivo, iniciando sus primeros servicios en ese mismo año. Unía la Aduana, en Ciudad Vieja con la Curva de Maroñas, pero con el tiempo su recorrido fue extendiéndose hacia su actual destino, en la Playa Malvín. Hasta agosto de 2022 circulaba en modalidad de circuito por  la Ciudad Vieja, hasta que el 1 de agosto de ese mismo año se estableció que comenzaría a tener como destino la terminal Ciudadela, en el barrio homónimo.

## Recorrido
En ambos sentidos circula por los barriosCiudad Vieja, Centro, La Aguada, Villa Muñoz, La Comercial, La Unión, Curva de Maroñas, Flor de Maroñas, Maroñas, Malvín Norte y Malvín.
| - Juncal - Piedras - Cerro Largo - Florida - Mercedes - Avenida Gral Rondeau - Avenida del Libertador - Avenida de las Leyes - Hocquart - Monte Caseros - Gloria - Juan J.Rousseau - Pan de Azúcar - Avenida 8 de Octubre - Andén 6 (Intercambiador Belloni) - Veracierto - Ing. R.V. Mesures - Hipólito Yrigoyen - Avenida Italia - Candelaria - Yaco - Almería - Avenida 18 de diciembre - Playa Malvín (Continúa sin espera) | - Playa Malvín - Avenida 18 de Diciembre - Rambla O'Higgins - Hipólito Yrigoyen - Isidoro Larraya - Veracierto - Andén 4 (Intercambiador Belloni) - Avenida 8 de Octubre - Enrique Clay - Avellaneda - Monte Caseros - Nueva Palmira - Luis.P.Lenguas - Avenida de las Leyes - Avenida del Libertador - La Paz - Avenida Gral Rondeau - Avenida del Libertador - Avenida Uruguay - 25 de Mayo - Juncal - Terminal Ciudadela |

### Destinos intermedios
- Algunos servicios de la ida pueden terminar en el Palacio Legislativo o en el Intercambiador Belloni (Flor de Maroñas). En el regreso algunos servicios pueden terminar en Avenida Italia, sobre la intersección con la calle Hipólito Yrigoyen.

## Frecuencia
- 12-15 minutos en los días hábiles
- 25-28 minutos en los feriados y fines de semana.

### Primeras y últimas salidas
| Línea 402                               | Días hábiles | Sábados | Domingos y feriados |
| --------------------------------------- | ------------ | ------- | ------------------- |
| Primera salida desde Playa Malvín       | 4:35         | 05:00   | 05:00               |
| Última salida desde Playa Malvín        | 23:03        | 23:05   | 23:08               |
| Primera salida desde Terminal Ciudadela | 05:39        | 05:15   | 05:44               |
| Última salida desde Terminal Ciudadela  | 23:12        | 23:54   | 23:51               |